# Стейплс (тауншип, Миннесота)
Стейплс (англ. Staples) — тауншип в округе Тодд, Миннесота, США. На 2000 год его население составило 622 человека.

## География
По данным Бюро переписи населения США площадь тауншипа составляет 87,7 км², из которых 84,7 км² занимает суша, а 3,0 км² — вода (3,40 %).

## Демография
По данным переписи населения 2000 года здесь находились 622 человека, 233 домохозяйства и 172 семьи.  Плотность населения —  7,3 чел./км².  На территории тауншипа расположено 274 постройки со средней плотностью 3,2 построек на один квадратный километр. Расовый состав населения: 96,46 % белых, 0,16 % афроамериканцев, 1,29 % коренных американцев, 0,16 % азиатов и 1,93 % приходится на две или более других рас. Испанцы или латиноамериканцы любой расы составляли 1,13 % от популяции тауншипа.
Из 233 домохозяйств в 29,2 % воспитывались дети до 18 лет, в 63,9 % проживали супружеские пары, в 7,3 % проживали незамужние женщины и в 25,8 % домохозяйств проживали несемейные люди. 21,5 % домохозяйств состояли из одного человека, при том 9,4 % из — одиноких пожилых людей старше 65 лет. Средний размер домохозяйства — 2,67, а семьи — 3,11 человека.
23,3 % населения — младше 18 лет, 10,3 % — в возрасте от 18 до 24 лет, 24,6 % — от 25 до 44, 26,5 % — от 45 до 64, и 15,3 % — старше 65 лет. Средний возраст — 41 год. На каждые 100 женщин приходилось 109,4 мужчин.  На каждые 100 женщин старше 18 приходилось 109,2 мужчин.
Средний годовой доход домохозяйства составлял 40 469 долларов, а средний годовой доход семьи —  47 583 доллара. Средний доход мужчин —  28 250  долларов, в то время как у женщин — 16 827. Доход на душу населения составил 15 711 долларов. За чертой бедности находились 5,2 % семей и 6,3 % всего населения тауншипа, из которых 7,5 % младше 18 и 2,0 % старше 65 лет.